# Минхаузенов синдром
Минхаузенов синдром је узнемиравајући психопатолошки поремећај, где особа преувеличава, фабрикује или индукује своју болест како би добила пажњу околине. Назив је добио по немачком барону Минхаузену који је волео фантазирати, преувеличавати и лагати. Сам назив је у медицину увео енглески доктор Ричард Ашер. Овај поремећај је један од облика такозваних умишљених болести, и као такав веома је сличан хипохондрији, али се од ње разликује у томе што код хипохондрије пацијент заиста мисли да има неку болест, док је код Минхаузенов синдрома пацијент свестан да претерује и да инсценира болест, повреду, инфекцију и слично. У суштини болести је незадрживи нагон да се лажном пацијенту укаже пажња, а узрок је највероватније недостатак љубави и пажње у детињству.

## Настанак болести
Прецизан узрок ове врсте поремећаја још увек није тачно утврђен. Претпоставка је да и биолошки и психолошки фактори играју улогу у развоју Минхаузеновог синдрома. Занемаривање у детињству, недостатак пажње, деструктивно понашање, недостатак самопоуздања или чести боравци у болници само су неки од фактора који утичу на развој синдрома. Због саме природе поремећаја који се заснива на лажним дијагнозама тешко је утврдити тачан број оболелих зато и не постоје поуздани статистички подаци, иако је сигурно да је ова врста поремећаја ретка. Обично почиње у раном одраслом добу. Први облик овог синдрома уочен је 1964. године, када је америчком фабриканту по имену Вартсал украдено кредитно писмо, које је омогућавало лечење у болницама. Лопов је вратио новац који је био у новчанику, а са кредитним писмом је под именом власника кренуо да обилази болнице у америчким градовима. Обишао је свих педесет америчких држава, пресељавајући са једне на другу болницу.
Током свог путовања лажном Вартасалу је између осталог урађено 2768 рендгенских снимања, од тога 254 РТГ снимака грудног коша. За испитивање стомака је 387 пута попио баријум кашу. Слепо црево му је оперисано три пута, а седамнаест пута му је рађена операција кривог носа. У току једне године је 187 пута примљен у болницу, најчешће би исти дан по пријему би и побегао.

## Дијагноза
Минхаузенов синдром и лажни поремећаји имају сличне типичне обрасце понашања међу којима могу бити: драматична и панична презентација симптома, знање о медицинским терминима и поступцима, лицемерно и свадљиво понашање према медицинском особљу, присуство више хируршких ожиљака по стомаку као резултат вишеструких операција да би се истражили измишљени симптоми, појава симптома само када је пацијент сам и није подвргнут посматрању. Особе са овим синдромом тврде да имају одређене симптоме болести, често се жалећи на бол у трбуху, кратку несвестицу и температуру. Склоне су да лажирају резултате дијагностичких тестова или чак да се намерно повређују, само да би добили што детаљнији преглед. Особе са оваквим стањем често покушавају да прећуте личне детаље, не допуштају разговор и контакте болничког особља са члановима породице. Чим лекар почне да сумња да особа симулира симптоме, пацијент напушта болницу, често уз претњу тужбом за некомпетентност и здравствену заштиту тражи на другом месту. Зато се синдром скоро увек открије накнадно кад особа већ оде из установе у којој се лечила.

## Минхаузенов синдром код деце
Мишљење великог броја педијатара је да је Минхаузенов синдром један од начина злостављања деце од стране родитеља, при чему родитељи свесно инсценира болест код свог детета, принуђавајући га да велики део живота трпи медицинске претраге и дуготрајан боравак у болници. На овај начин испровоцирају Минхаузенов синдром код деце, па су познати случајеви да више деце од истих родитеља имају овај синдром.

## Минхаузенов синдром на послу
Нејтан Бенет, професор менаџмента у Атланти, дефинисао је појаву при којој неки запослени сеју семе раздора између својих колега, да би се касније доказали као они који решавају конфликте и доприносе организацијској ефикасности, или измишљају проблеме, а своја, такође измишљена, решења презентују својим надређенима и за то примају похвале. Ово понашање професор Бенет назива синтагмом „Минхаузена на послу“ и дефинише га као појаву у радном окружењу када запослени стварају фиктивне организацијске проблеме да би их сами решили. Такође, проучавају се и методе за препознавање и неутралисање ових појава од стране менаџера.

## Лечење
Овај хронични поремећај је врло тешко у потпуности излечити. Оболела особа одбија лечење од овог синдрома и кад осети да је откривена најчешће одлази у другу здравствену установу. Лечење овог поремећаја дуготрајно је и тешко. Кад се са сигурношћу утврди да је реч о овом типу поремећаја приступа се психотерапији како би се промениле навике и понашања особе, а сам исход лечења је веома неизвестан.